# Goleta

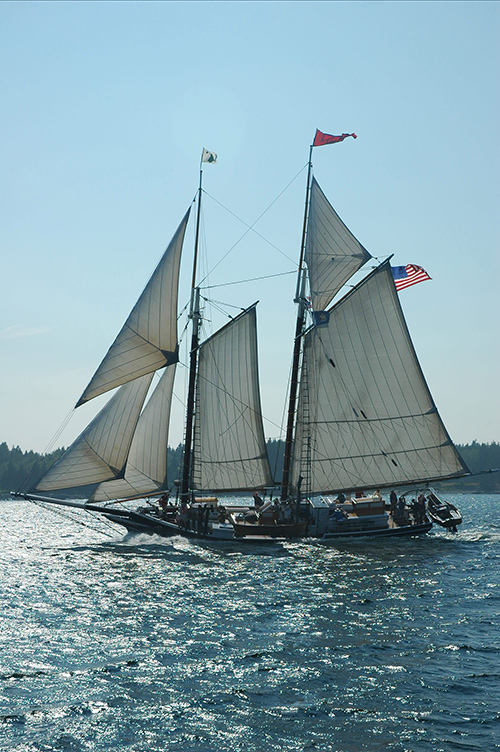
Goleta Lewis R. French.

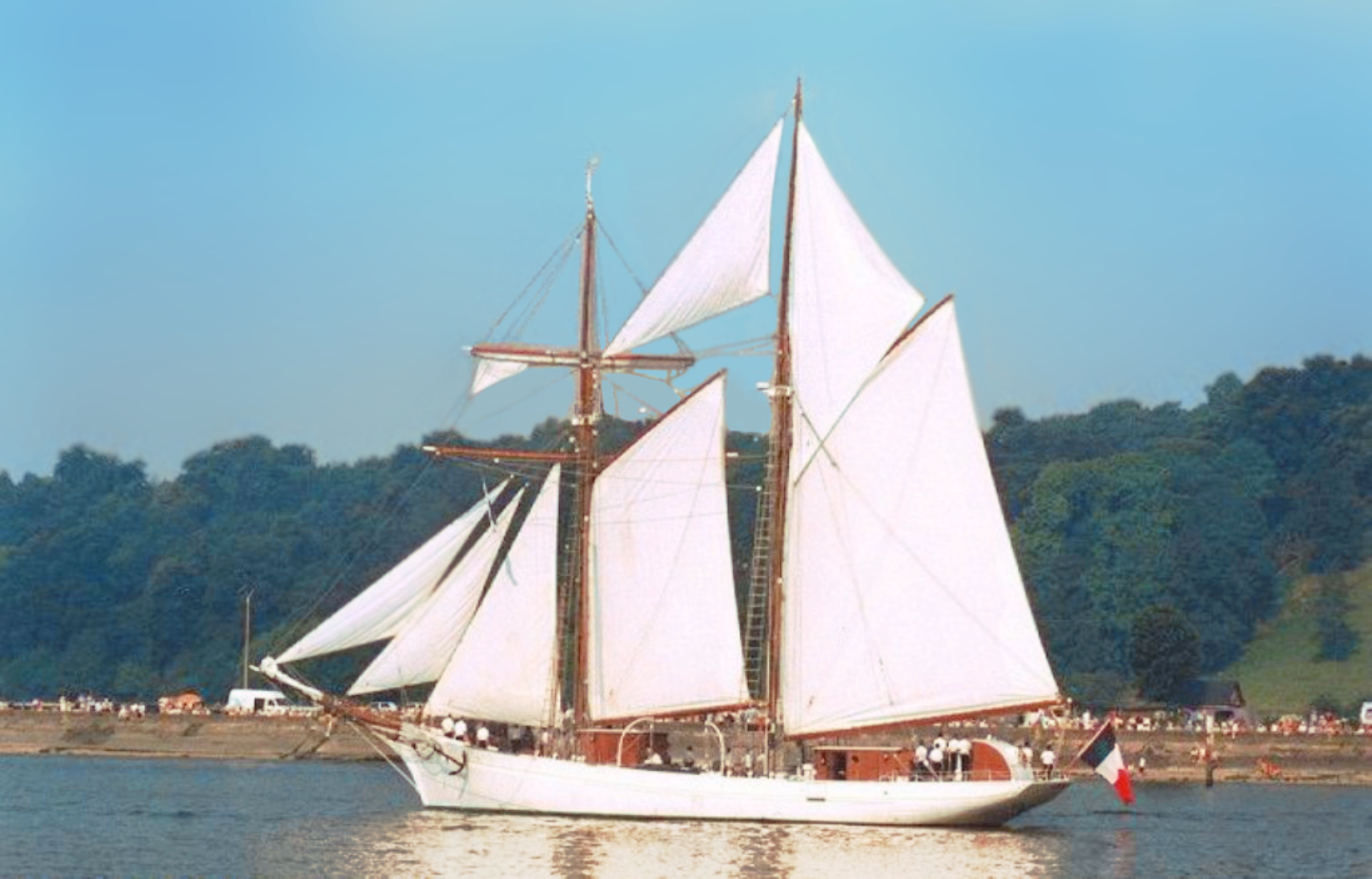
La goleta de velacho de dos mástiles Étoile, de la Marina nacional de Francia, utilizada para la instrucción naval.

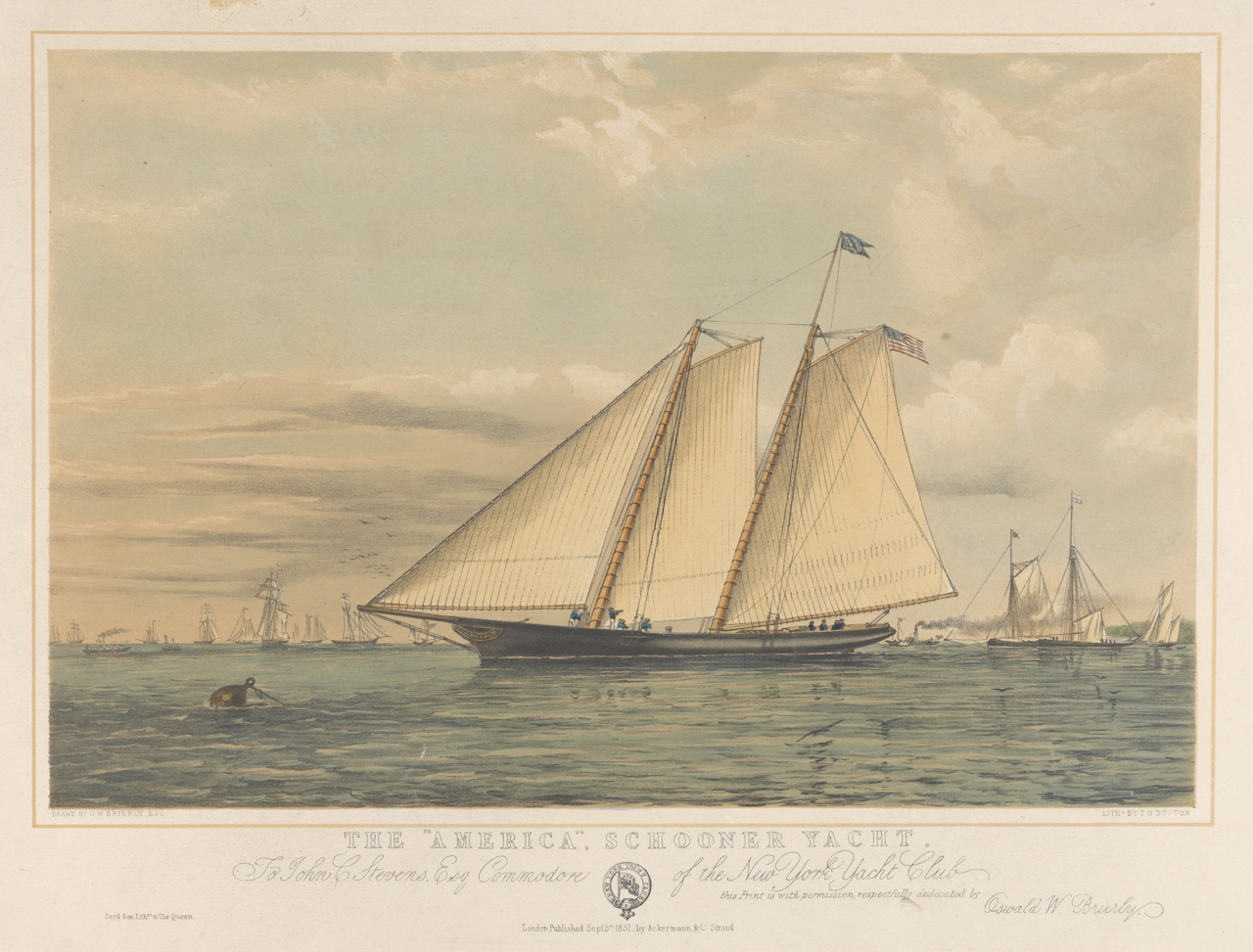
La goleta America, que dio nombre a la famosa regata Copa América.

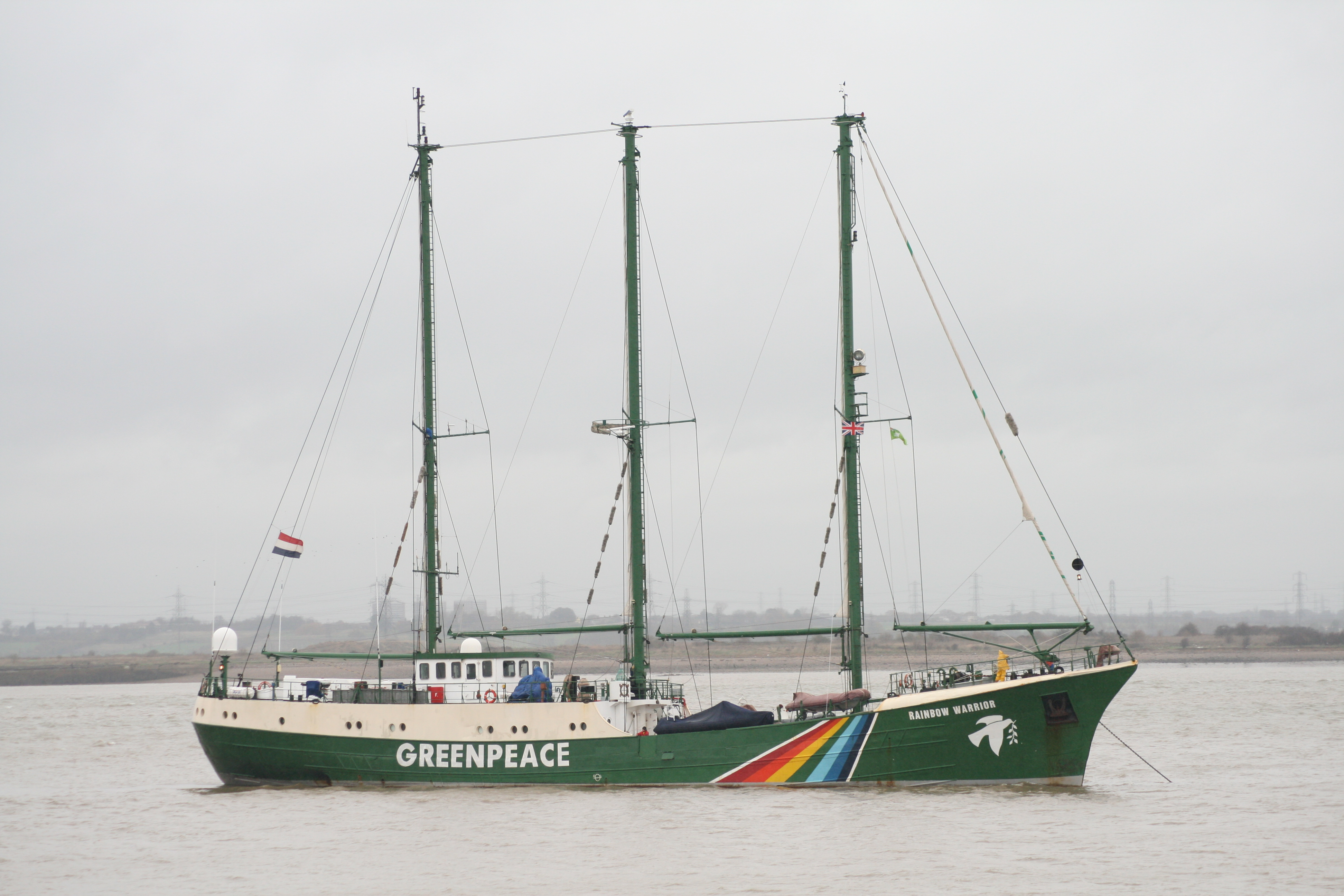
El Rainbow Warrior II es una goleta de tres mástiles «moderna» (botada originalmente en 1957) utilizada por la organización ecologista Greenpeace entre 1989 y 2011.

La goleta es un buque de vela de dos o más mástiles (las ha habido hasta de siete palos), siendo el mayor el de mesana, con el aparejo formado por velas áuricas (cangrejas y escandalosas) y velas de cuchillo (foques y velas de estay); es decir, velas dispuestas en el palo siguiendo la línea de crujía, de proa a popa, en vez de montadas en vergas transversales, como las velas cuadradas.

## Historia
La goleta aparece en el siglo XVIII y tiene características funcionales parecidas al bergantín, del que se diferencia principalmente por su aparejo. Es un buque capaz de alcanzar gran velocidad en ceñida y través, y se empleó de forma parecida al bergantín, aunque por su menor tamaño se destinaba más a actividades mercantes de cabotaje. El aparejo de cuchillo requiere menos personal para su manejo. Las goletas solían ser de menor desplazamiento que los bergantines, aunque también las hubo de más tonelaje, que se emplearon en navegación entre continentes, y en algún caso hasta de tres palos.
La goleta desaparece en el siglo XIX junto con la navegación a vela. La goleta mayor en la marina mercante del mundo fue el Thomas W. Lawson (1902-1907), un velero de casco de acero estadounidense con siete mástiles y una carga máxima de 11 000 t. El aparejo de goleta tuvo gran influencia en las embarcaciones deportivas de vela actuales y en las construcciones modernas de grandes buques de vela, como buques escuela o para entretenimiento, que casi siempre emplean aparejos de tipo goleta o sus variantes.

## Tipos
Las goletas ordinarias se pueden clasificar en:
- Goletas de estayes: son las que aparejan velas de estay entre los mástiles.

- Goletas áuricas (Goletas «bermudianas»): son las que aparejan velas áuricas (cangrejas y escandalosas) entre los mástiles.

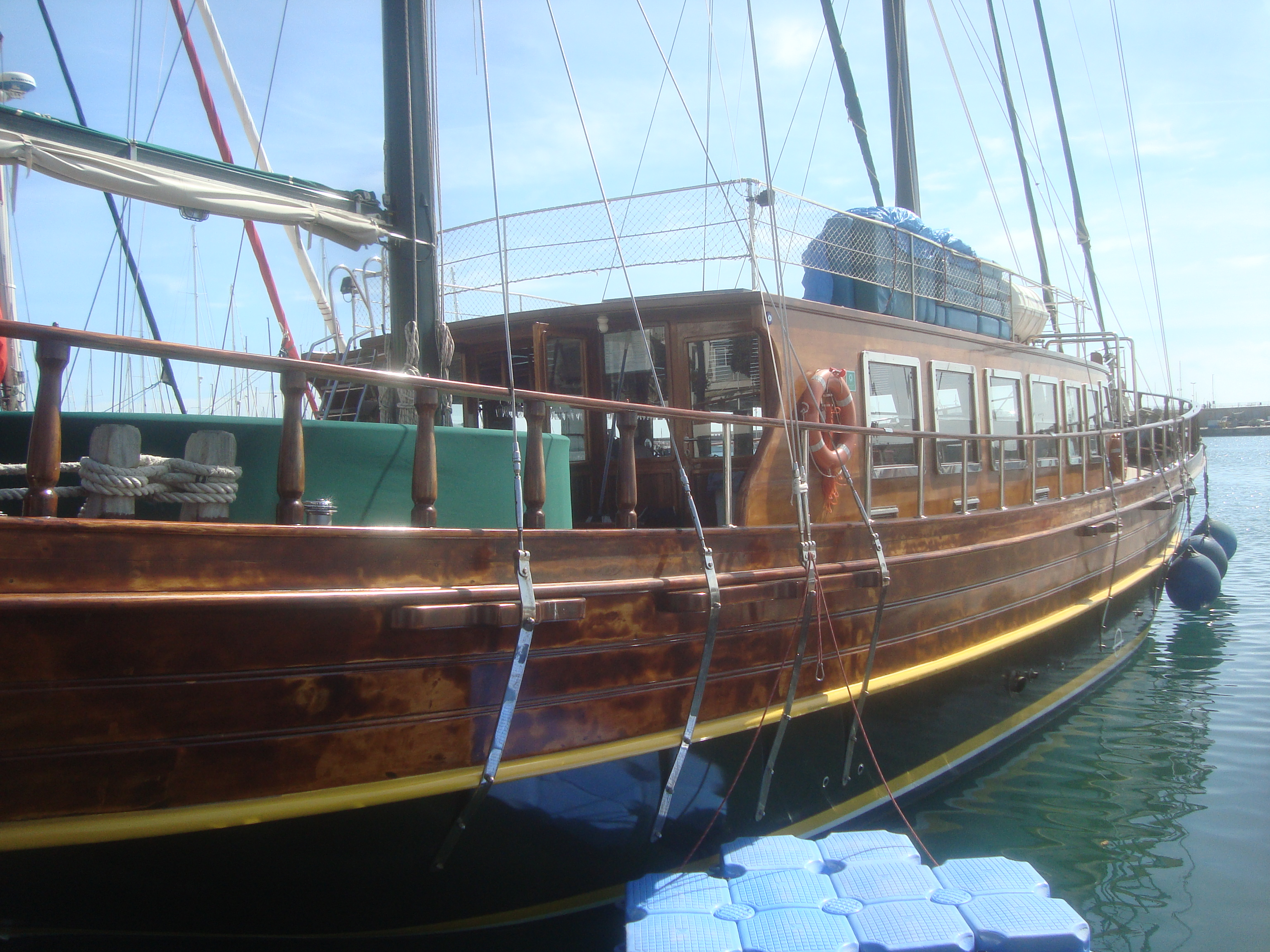
Goleta "Karya", Cambrils.

Todas ellas incorporan foques entre el primer mástil y el bauprés, y velas áuricas por detrás del último palo.

## Variantes
Embarcaciones con variantes del aparejo de la goleta, además del bergantín-goleta (palo trinquete aparejado de cruz, como por ejemplo el Juan Sebastián Elcano), son la goleta de velacho, con una o dos de tales velas en el trinquete (el palo más cercano a proa); goleta de gavias (trinquete con cangreja, escandalosa y gavias en mayor); goleta-polacra, mayor aparejado de goleta y trinquete con dos velas cuadradas y cangreja, sin cofas ni cruceta; pailebot (vela de gavia baja en trinquete) y queche, con los mismos aparejos, siendo el trinquete el palo mayor.